# 今村三菜
今村 三菜（いまむら みな、1966年 - ）は、静岡県出身のエッセイスト、イラストレーター。
静岡市生まれ。父は歯科医、母は詩人平野威馬雄の娘。静岡雙葉中学校・高等学校を経て学習院大学法学部卒業。東京青山のインテリア関係事務所への勤務を経て、義理の伯父和田誠の勧めで自筆イラスト入りエッセイ「お嬢さんはつらいよ」を『話の特集』に連載（1993年1月 - 1994年12月）。このエッセイは1997年に『お嬢さんはつらいよ!』の題名でPHP研究所から刊行され、2001年に幻冬舎文庫から刊行された。
伯母に平野レミ（母親の姉）、従弟にTRICERATOPSの和田唱がいる。

## 著書
- お嬢さんはつらいよ！（1997年4月・PHP研究所、2001年2月・幻冬舎文庫（電子版有）)
- 死 Little selections あなたのための小さな物語（共著、2003年4月、ポプラ社）
- 結婚はつらいよ！（2015年12月、幻冬舎（電子版有））

## 出演
- アウト×デラックス（フジテレビ、2017年5月18日）